# Felice di Nicosia
Felice di Nicosia, al secolo Filippo Giacomo Amoroso (Nicosia, 5 novembre 1715 – Nicosia, 31 maggio 1787), è stato un francescano italiano; beatificato nel 1888, è stato proclamato santo da papa Benedetto XVI nel 2005.

## Biografia
San Felice di Nicosia nacque a Nicosia, figlio del calzolaio Filippo Amoroso e di Arcangela La Nocera.
Il suo nome di battesimo era Filippo Giacomo. Fin da bambino fu molto devoto, il padre morì quando lui aveva tre anni, frequentò allora la bottega del calzolaio Giovanni Ciavarelli, soffrendo per il linguaggio scurrile che vi si usava.
Della sua infanzia si tramanda un episodio miracoloso, quando facendo passare il dito bagnato di saliva su un pezzo di cuoio tagliato male da un operaio che se ne disperava, ottenne che il cuoio ritornasse intatto.
Dopo la morte dei genitori, chiese inutilmente per ben sette anni di essere ammesso fra i frati cappuccini di Nicosia, ma veniva sempre rifiutato perché analfabeta. Infine, dal padre provinciale di Messina in visita a Nicosia, venne ammesso ad entrare nel convento dei cappuccini della vicina cittadina di Mistretta, dove venne consacrato con il nome di Felice.
Dopo un anno tornò a Nicosia, dove si dedicò alla questua assieme al fratello, visitava sia le case dei ricchi per invitarli a condividere i loro beni, sia quelle dei poveri per dare loro conforto materiale e spirituale.
Era molto paziente anche quando veniva scacciato malamente.
Definiva se stesso 'u sceccareddu, l'asino che portava sulla soma tutto quanto aveva raccolto al convento.
Il superiore spesso lo trattava duramente, lo scherniva dandogli nomignoli quali "gabbatore della gente" e "santo della Mecca", fra Felice rispondeva umilmente dicendo: «sia per l'amor di Dio». Una volta gli ordinò di esibirsi nel refettorio del convento vestito da pagliaccio e gli fece distribuire ai frati un impasto di cenere e acqua come se fosse ricotta fresca, che miracolosamente diventò ottima ricotta.
Essendo analfabeta, apprendeva a memoria i testi biblici durante le funzioni religiose e assimilava tutte le letture edificanti lette in convento durante la mensa.
Aveva una gran devozione per Gesù crocifisso. Tutti i venerdì digiunava a pane ed acqua e contemplava la passione e la morte di Gesù Cristo stando nel coro del convento, con le braccia aperte a forma di croce.
Si dedicò anche alla cura degli infermi, sia nel corpo che nello spirito, ottenendo spesso per essi guarigioni miracolose. Era particolarmente dedito alla preghiera ed alla penitenza.
Nel 1777 il vicino paese di Cerami venne colpito da una grave pestilenza, il superiore dei cappuccini del luogo chiese a Felice di andare ad assistere i malati, cosa che egli fece con grande abnegazione, nonostante fosse già avanzato in età. Obbediente fino alla fine, prima di morire chiese il permesso al superiore.
Morì il 31 maggio 1787.

## Culto
Venne beatificato il 12 febbraio 1888 da papa Leone XIII e canonizzato il 23 ottobre 2005 da papa Benedetto XVI; la sua memoria liturgica cade il 31 maggio.
La festa liturgica esterna si svolge l'ultima settimana di agosto, oltre la tradizionale processione per le vie del centro storico della città di Nicosia, durante la settimana si svolgono numerosi eventi legati al Santo patrono: tornei sportivi, concerti, pellegrinaggio a cavallo, maestosi fuochi d'artificio.
Il 2 giugno 2015 in occasione dell'anniversario del 3º centenario dell'anno della nascita del Santo, viene organizzato dal Mo.Fra di Sicilia (Movimento Francescano) che ha coordinato l'incontro regionale delle fraternità dell'O.F.S (Ordine Francescano Secolare), che ha avuto inizio con l'accoglienza da parte dei Giovani Frati, Suore Juniores e Gi. Fra (gioventù francescana).

## Felice di Nicosia nelle arti

### Cinema
- Un santo senza parole - Film del 2015 diretto da Tony Gangitano. Il ruolo di Felice di Nicosia venne affidato all'attore Angelo Maria Sferrazza.[2]